# Alfred Sigel
Alfred Friedrich Sigel (* 1921; † 25. September 2017) war ein deutscher Arzt und Urologe.

## Leben
Sigel wuchs in der Pfalz auf und legte 1940 sein Abitur in Neustadt an der Haardt ab. Anschließend studierte er bis 1945 Medizin an den Universitäten in Heidelberg und Freiburg. Seine chirurgische und urologische Ausbildung erhielt er an Kliniken in Mannheim, 1957 wechselte er nach Erlangen an die Friedrich-Alexander-Universität Erlangen-Nürnberg. 1960 habilitierte er sich dort mit einer Schrift zur chirurgischen Gefäßanatomie der Niere. Von 1957 bis 1987 leitete er die Urologische Abteilung in der Chirurgischen Klinik Erlangen, die ab 1970 zum Lehrstuhl für Urologie wurde. 1966 erhielt er einen Ruf als Chefarzt nach Wuppertal und 1969 als Ordinarius an die Universität zu Köln, die er beide ablehnte. Bis zu seiner Emeritierung 1988 war er in Erlangen tätig. Er war von 1993 bis 2000 Patientenfürsprecher am Universitätsklinikum Erlangen.
Sigels Hauptarbeitsgebiete waren die urologische Onkologie, die Nierentransplantation und die Pathophysiologie urologischer Krankheiten. Er verfasste zahlreiche Fachpublikationen, einige Buchbeiträgen und eine größere Monographie. Er gilt als Wegbereiter der Kinderurologie. Er war Herausgeber der „Kinderurologie“, diese erschien 1993 im Springer-Verlag.

## Werke
- Die chirurgische Gefäßanatomie der Niere, (Bd 1. 2). Habilschrift, Erlangen, 1960.
- Unter Mitarb. von H. Bünte: Lehrbuch der Kinderurologie. Thieme, Stuttgart 1971. ISBN 978-3-13-464301-5.
- Alfred Sigel (Hrsg.): Kinderurologie. Springer-Verlag, Berlin 1993. ISBN 978-3-540-53227-9.